# Mikael Rickfors Band
Mikael Rickfors Band var ett svenskt rock- och new waveband som bildades 1979. Bandet bildades efter Rickfors återvändande till att göra musik efter hans senaste låt från 1976.
Kickin' A Dream blev det första albumet för bandet och det nya för Rickfors som inkluderade hit-låten "Dancing on the Edge of Danger". Under nästan hela 1980 spelade Rickfors och hans band spelade live runt hela Sverige för att främja deras nya kommande album Tender Turns Tuff som släpptes 1981. Sen under senare 1980 släpptes en singel som inkluderade två nya låtar "Tender Turns Tuff" och "Fire In My Heart" som skulle senare hittas på deras nya album. 1981 släppte bandet också livealbumet Rickfors Live som innehåller låtar från deras första och senaste album och populärkultur låtar som "When a Man Loves a Woman" av Percy Sledges och "Inner City Blues" av Marvin Gaye.

## Medlemmar
- Mikael Rickfors – sång, komp
- Mikael Hagström – bakgrundssång, gitarr (1979–1981)
- Lars Finberg – gitarr (1983–)
- Per Lindvall – trummor
- Sam Bengtsson – bas
- Håkan Mjörnheim – gitarr
- Peter Ljung – keyboards
- Thomas Opava – slagverk

## Diskografi

### Album
- Kickin' A Dream – 1979
- Tender Turns Tuff – 1981
- Rickfors Live – 1981
- Blue Fun – 1983

### Singlar
- Dancing on the Edge of Danger – 1979
- Song For A Friend – 1979
- Tender Turns Tuff – 1980
- Yeah Yeah – 1981, Strand
- Love Is A Joke – 1981
- When a Man Loves a Woman – 1982, Ultraphone
- Skin Is Thin – 1982
- Turn To Me – 1983
- Blue Fun – 1984